# واس، ونتو
واس، ونتو (به ایتالیایی: Vas, Veneto) یک کومونه و frazione of Italy در ایتالیا است که در استان بلونو واقع شده‌است.

## خصوصیات
واس ۱۷٫۸ کیلومترمربع مساحت و ۹۰۹ نفر جمعیت دارد.